# Gefleckte Schwarzotter
Die Gefleckte Schwarzotter (Pseudechis guttatus) ist eine Schlangenart aus der Familie der Giftnattern und zählt zur Gattung der Schwarzottern (Pseudechis). Es sind keine Unterarten bekannt.

## Merkmale
Die Gefleckte Schwarzotter besitzt einen stämmigen, kräftigen Körperbau. Es wird eine Gesamtlänge zwischen 125 und 150 cm, selten bis 200 cm erreicht. Der Kopf setzt sich nur geringfügig vom Hals ab. Die relativ kleinen Augen besitzen eine bei Lichteinfall runde Pupille. Der Körper weist eine variable Färbung auf. Die Grundfärbung ist meist schwarz. Die Rückenschuppen zeigen ein helles, cremefarbenes Zentrum. Andere Farbmorphen sind einfarbig lackschwarz oder hell mit cremefarbenem Rücken und Flanken. Bei hellen Farbmorphen sind die Rückenschuppen schwarz gerandet. Die Bauchseite ist blau-grau und oftmals cremefarben gefleckt. Jungschlangen sind silbrig-grau mit dunklerem Kopf.
Der Giftapparat besteht, wie für Giftnattern typisch, aus seitlich des Schädels befindlichen Giftdrüsen (spezialisierte Speicheldrüsen) und im vorderen Oberkiefer befindlichen, unbeweglichen Fangzähnen (proteroglyphe Zahnstellung).

### Pholidose
Die Pholidose (Beschuppung) zeigt folgende Merkmale:
- 6 Oberlippenschilde (Supralabialia), das 3. und 4. an den Augenunterrand stoßend,
- 19 Reihen glatter Rumpfschuppen (Scuta dorsalia),
- 175 bis 205 Bauchschilde (Scuta ventralia),
- 45 bis 65 Unterschwanzschilde (Scuta subcaudalia) und
- 1 ungeteiltes Analschild (Scutum anale).

## Synonyme
Die wichtigsten Synonyme sind:
- Pseudechis mortonensis De Vis
- Pseudechis colletti guttatus

## Verbreitung
Das Verbreitungsgebiet von Pseudechis guttatus erstreckt sich innerhalb Australiens über Areale vom südöstlichen Queensland bis ins nördliche New South Wales. Die besiedelten Habitate werden von küstennahen Wäldern, relativ trockenen Ebenen im Inland sowie gewässernahen und zeitweise überfluteten Gebieten dargestellt.

## Lebensweise
Pseudechis guttatus führt eine weitestgehend bodenbewohnende sowie tagaktive Lebensweise. Bei hohen Temperaturen wird die Aktivitätsphase auf die Dämmerung und Nacht verlegt. Als Unterschlüpfe dienen Tierbauten im Erdboden, Totholz oder Erdspalten. Zum Beutespektrum zählen Froschlurche, Reptilien und Kleinsäuger. Pseudechis guttatus kann häufig unter Blechen, Eisenbahnschwellen oder Gerümpel im Freiland gefunden werden. Gegenüber dem Menschen ist die Schlange scheu. Bei Bedrohung wird der Körper gewunden zusammengezogen, während das Tier zischt und den Vorderkörper abflacht. Bei anhaltender Provokation setzt sie sich durch Bisse zur Wehr.
Die Fortpflanzung erfolgt durch Oviparie, also eierlegend. Das Gelege umfasst 7 bis 13 Eier. Die Entwicklung im Ei erfolgt über 11 bis 8 Wochen. Die Jungschlangen messen beim Schlupf circa 38 cm.

## Schlangengift
Das Giftsekret von Pseudechis guttatus enthält systemisch wirksame Mytoxine und antikoagulative Substanzen. Neurotoxische Komponenten sind klinisch nicht signifikant. Mit einem Giftbiss können 32 mg Giftsekret abgegeben werden. Im Tierversuch (Maus, s.c.) wurde eine mittlere Letaldosis von 2,13 mg/ kg ermittelt. Beim Menschen tritt in circa 40 bis 60 % der Bissfälle eine Intoxikation auf. Neben unspezifischen Allgemeinsymptomen (z. B. Kopfschmerz, Schwindel, Übelkeit, Erbrechen) stehen lokale Schmerzen und Ödeme, Myolyse, Koagulopathie sowie sekundäres Nierenversagen im Vordergrund. Zur Therapie des Giftbisses stellt der Hersteller CSL Limited verschiedene Antivenine zur Verfügung ('Black Snake Antivenom', 'Tiger Snake Antivenom' und 'Polyvalent Snake Antivenom (Australia – New Guinea)').